# Thysanotus anceps
Thysanotus anceps là một loài thực vật có hoa trong họ Măng tây. Loài này được Lindl. miêu tả khoa học đầu tiên năm 1840.